# 88식 철모

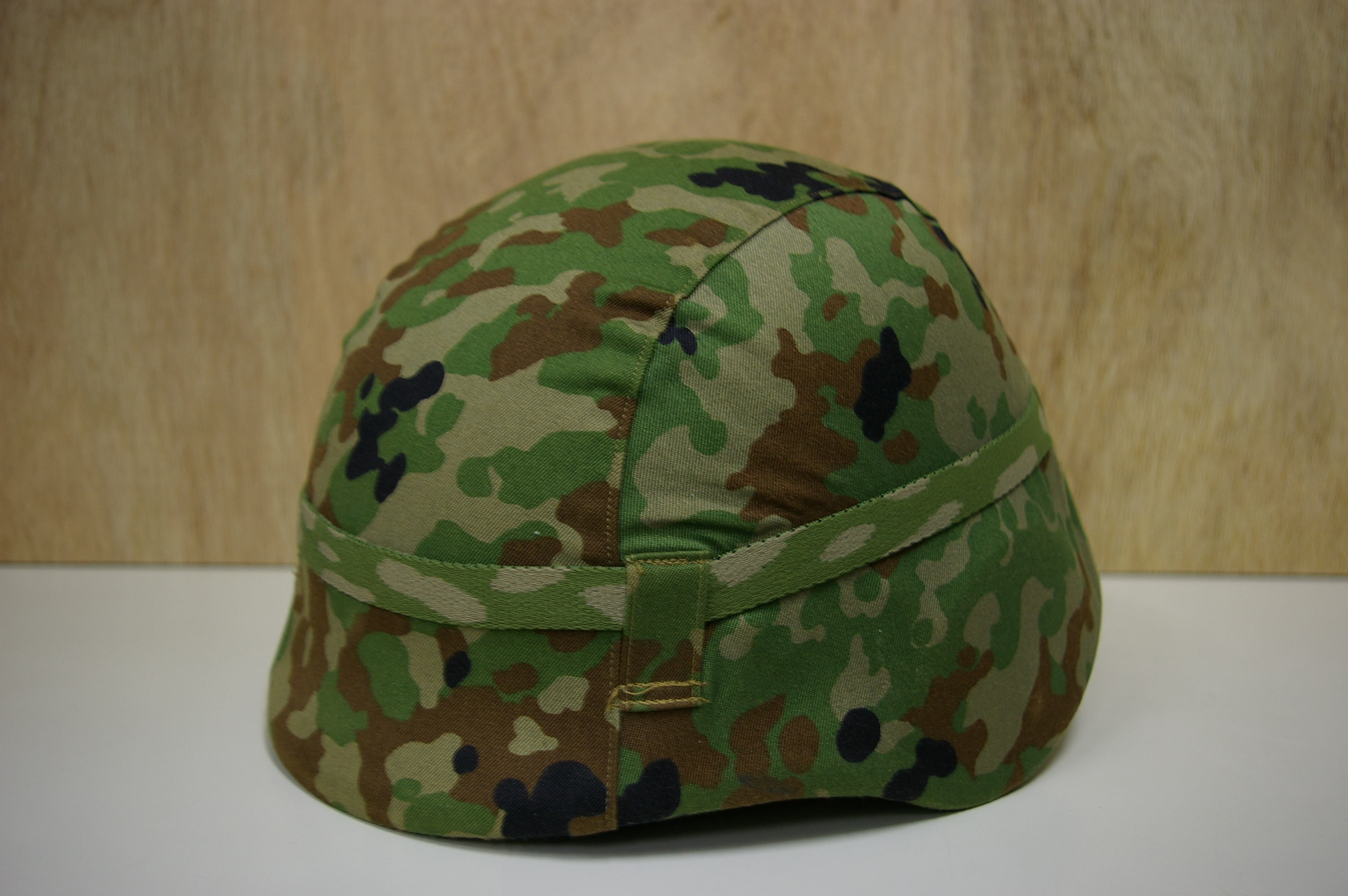
88식 철모

88식 철모는 일본 육상자위대가 운용중인 방탄모다. 섬유 강화 플라스틱 (FRP) 제품이며, 명칭과는 달리 철제 아니지만 자위대에서는 관습 상 "투구"전반을 "철모"라고 호칭하고있다. 헤세이 25년도 예산보다 개선된 88式鉄帽2 형 의 조달이 시작되고있다.

## 개요
1988년에 66식 철모의 후속 제품으로 개발, 채택됐다. 1978년부터 기술 연구 본부의 내부 연구가 시작되어 1982년부터 시작이 이루어졌다. 1988년 1월에 제식 화되었다.
88식 철모는 탄성 섬유 복합 소재로 보호되는 철모이며 성능은 공개되지 않았지만, 66 식에 비해 향상된 것으로되어 있으며, 개발 중에 모의 파편 탄에 대한 내 탄성 성능 시험과 155mm 류 탄에 의한 정 폭발 시험이 실시 된 주요 성능이 확인되고있다. 외국에서 사용되는 군용 헬멧뿐만 아니라 소총 탄 검거는 불가능하다고 생각된다.
66 식에 비해 경량화되었다고는해도, 나름대로의 무게가 있기 때문에 가벼운 작업이나 연습 이외의 차량 조종 평시의 경위 등 비교적 안전한 업무에 있어서는 단순 보호 모자로 아래의 중간 모자 ⅱ 형을 착용하는 경우가 많다. 재해 파견 에 있어서도 중 모자가 사용되는 경우가 많지만, 2014년 온 타케 산 분화 시에는 콘크리트 대책으로 88 식 철모가 사용되었다. 다른 66식보다 좋은 점은 64식 7.62mm 소총 의 조준시 가늠자와의 간섭 문제 해결 등을들 수있다. 66 식뿐만 아니라 교전 훈련 장비 의 광기를 철모 커버와 헤드 밴드 형태로 장착 할 수 있으며, 통신 기기식 송수신 장치 및 안테나 소자를 장착 할 수 있다.

## 88식 철모2형
헤세이 25 (2013) 년도 예산 (2013년 4월 ~ 2014년 3월)에서 조달이 확인 된 88식 철모의 개량형이다. 성능을 유지하면서 무게를 10 % 줄이고 턱 끈을 안정적인 4 점식으로 변경, 심지어 인테리어 쿠션 패드를 채용하는 등 착용 대원의 부담 경감을 겨냥한 설계가 이루어지고있다.
4 점식 턱 끈은 후두부의 형상이 H 형이며, 전체적인 구성은 미국 특수 작전 사령부 가 채용하고있는 FAST 헬멧과 비슷하지만, 미국 해병대의 LWH처럼 턱 맞추고 크기 사가 벨크로 (매직 테이프)로 조절할 수 있게되어있는 점 등 독자적인 설계되어있다. 인테리어는 88 식으로 채용되어 해먹 식을 개량 한 것으로되어있다. 미군의 ACH와 LWH는 모자 형에 직접 벨크로를 장착하고 그것에 쿠션 패드를 붙이는 방식을 채택하고 쿠션 패드의 배치 위치의 자유도의 향상과 부품 수를 절감하고 있지만 2 형의 경우는 해먹 식의 인테리어는 변경되지 않는다. 변경된 부분은 이마 나 측두부의 땀받이 밴드이며, 이것이 쿠션 패드로 교체되고있다. 중량은 성능을 유지하면서 경량화되고 있지만, 모자 형의 모양에는 변화가 없다. 이것은 PASGT 헬멧의 모양을 변경하지 않고 신소재의 채용에 의해 경량화 한 LWH과 같은 설계 사상이다. ACH는 엎드려 쏴시 시야를 방해하고 조준을 방해으로 "보호소"부분을 폐지했지만, 2 형 및 LWH는 그대로 남아있다 (모자 형 전연의 '보호소'부분은 차양 이외에曳火사격 등 총 압박 파편 등으로부터 안면, 특히 안구를 보호 목적이 있기 때문에). 4 점식 턱 끈을 채용하여, 철모 양측면의 2 점식 턱 끈 장착 용 나사 구멍이 폐지되었다.
미국 육군과 해병대가 배치를 시작하는 ECH는 초고 분자량 폴리에틸렌 의 채용으로 소총탄의 저지를 가능하게하고 있지만, 2 형에 대해서는 방어 성능은 88 식 철모와 같은 정도라고되어 있음에서 소총탄은 저지 할 수 없는 것으로 보인다.
2014년도 예산은 6000 개가 364,353,228 엔으로 조달되며 가격은 60,000엔이다.
2016년도부터 방위 대학교 해상 · 항공 자위대에서도 조달 시작.

## 같이 보기
- PASGT
- ACH
- ECH